# Storck (Fahrzeughersteller)
Storck war ein US-amerikanischer Hersteller von Fahrzeugen.

## Unternehmensgeschichte
Frank C. Storck leitete das Unternehmen in Red Bank in New Jersey. Er stellte ab 1898 Fahrräder her. 1901 begann die Produktion von Automobilen. Der Markenname lautete Storck. 1902 endete die Produktion.

## Produkte
Storck stellte Fahrräder her. Außerdem bot er Klaviere an.
Die Kraftfahrzeuge waren Dampfwagen. Sie hatten einen Dampfmotor mit zwei Zylindern. Angeboten wurden Runabout mit Holzaufbau für 725 US-Dollar, Runabout mit Stahlaufbau für 800 Dollar und Dos-à-dos für 950 Dollar.